# Żydzi na Madagaskar
Uzasadnienie: Artykuł nie jest właściwie na temat hasła, a projektu, opisanego gdzie indziej
Żydzi na Madagaskar – hasło przypisywane błędnie polskim środowiskom prawicowym, będące elementem walki politycznej w Polsce.
Koncepcja żydowskiego osadnictwa na Madagaskarze była jedną z alternatyw rysowanych przez część środowisk syjonistycznych szukających dla narodu żydowskiego nowej formuły politycznej w postaci samodzielnego bytu państwowego. Zagadnienie to omówione jest w artykule Projekt osiedlenia Żydów europejskich na Madagaskarze.
Pomysł powstał w związku z dyskutowanym przed II wojną światową pomiędzy rządami polskim i francuskim (z inicjatywy francuskiego ministra Mariusa Mouteta) pomysłem przekazania Madagaskaru – wówczas francuskiej kolonii – Polsce. Madagaskar miał stać się polskim terytorium zamorskim, pozyskanym drogą cesji od Republiki Francuskiej. W 1937 na Madagaskar udała się specjalna polska komisja rządowa (Komisja Studiów) pod przewodnictwem majora Mieczysława Lepeckiego, byłego współpracownika marszałka Piłsudskiego, w skład której wchodzili również Leon Alter (kierownik wydziału polskiego „Jewish Emigration Association, JEAS”, Stowarzyszenia Emigracji Żydowskiej udzielającej pomocy Żydom uchodźcom z Niemiec), Szlomo (Solomon) Dyk (inżynier rolnictwa z Tel-Awiwu), oraz Arkady Fiedler, celem oceny możliwości realizacji tego planu. Po zakończeniu wizyty członkowie komisji wyrazili rozbieżne zdania: przewodniczący komisji Mieczysław Lepecki twierdził, że całkowicie realne jest przesiedlenie na Madagaskar 40–60 tys. osadników żydowskich, natomiast żydowscy członkowie komisji zaprzeczali temu; Leon Alter wyrażał pogląd, że realna liczba emigrantów żydowskich nie może przekroczyć 2 tys. osób, Szlomo Dyk twierdził, że jest jeszcze mniejsza. Zamierzenia te pokrzyżowała krytyka w prasie zarówno lokalnej, jak i francuskiej i plany te skończyły się na dyskusji, a ostatecznie pogrzebał je wybuch II wojny światowej, kiedy po okupacji Polski, a następnie i porażce Francji, w Niemczech powstał Projekt osiedlenia Żydów europejskich na Madagaskarze.